# Pterella penicillaris
Pterella penicillaris är en tvåvingeart som först beskrevs av Camillo Rondani 1865.  Pterella penicillaris ingår i släktet Pterella och familjen köttflugor.
Artens utbredningsområde är Italien. Inga underarter finns listade i Catalogue of Life.